# Kurt Lies
Kurt Lies (fl. XIX-XX secolo) è stato un calciatore e dirigente sportivo svizzero.

## Carriera
Atleta dalla statura di oltre due metri, partecipò alla fondazione del Milan, in cui giocò per due stagioni e con cui vinse il campionato nel 1901.
Esordì in rossonero il 15 aprile 1900, nella sconfitta esterna per tre a zero contro la Torinese.
Venne ingaggiato nel 1904 dal Genoa e con i rossoblù vinse la Seconda Categoria, una sorta di campionato giovanile ante litteram, battendo nella finale del 17 aprile 4 a 0 la Juventus II.
Con il club di Genova esordì in prima squadra il 5 febbraio 1905, nella stracittadina pareggiata per zero a zero contro l'Andrea Doria. Rimase in rossoblù anche la stagione successiva.
Ritiratosi dal calcio giocato rimase nei ranghi della società rossoblù come dirigente.
Spesso il suo nome venne italianizzato in Corrado.

## Palmarès

### Calciatore

#### Club

##### Competizioni nazionali
- Campionato italiano: 1

Milan: 1901
- Seconda Categoria: 1

Genoa II: 1904

##### Altre competizioni
- Medaglia del Re: 2

Milan: 1900, 1901